# Alvesta
Alvesta er hovedby i Alvesta kommune i Kronobergs län, Småland, Sverige. Den ligger 20 km vest for residensbyen Växjö.
Byen opstod som jernbaneknudepunkt i det 19. århundrede. I Alvesta mødes de svenske jernbanelinjer Södra stambanan (fra Malmö mod Stockholm) og Kust till Kust-banen (Göteborg-Växjö-Kalmar/Karlskrona). Der køres Krösatåg og Öresundstog og X2000 fra København/Malmö til Stockholm.
I byen er der afdelinger af Banverket, myndigheden med ansvaret for Sveriges jernbaneinfrastruktur.

## Alvesta Station
Alvesta Station er tegnet af Folke Zettervall i jugendstil og blev opført i årene 1907-1909, hvor den erstattede en ældre stationsbygning. Alvesta station blev erklæret "byggnadsminne" i 1986.